# Jednodworcy
Jednodworcy (ros. однодворцы) – grupa ludności w carskiej Rosji zaliczana do chłopów, nie objęta jednak pańszczyzną i poddaństwem jako „wolni chłopi”.
W samej Rosji była to grupa stosunkowo niewielka. Istotne znaczenie miała jednak na ziemiach zaboru rosyjskiego ze względu na spory udział zubożałej, drobnej szlachty, którą  władze rosyjskie pozbawiły masowo szlachectwa, zaliczając do grupy jednodworców. W dawnej Rzeczypospolitej szlachta stanowiła ok. 10% ludności; na Białorusi i Litwie była szczególnie liczna, wiele było jej także na Ukrainie (Podole, Wołyń).

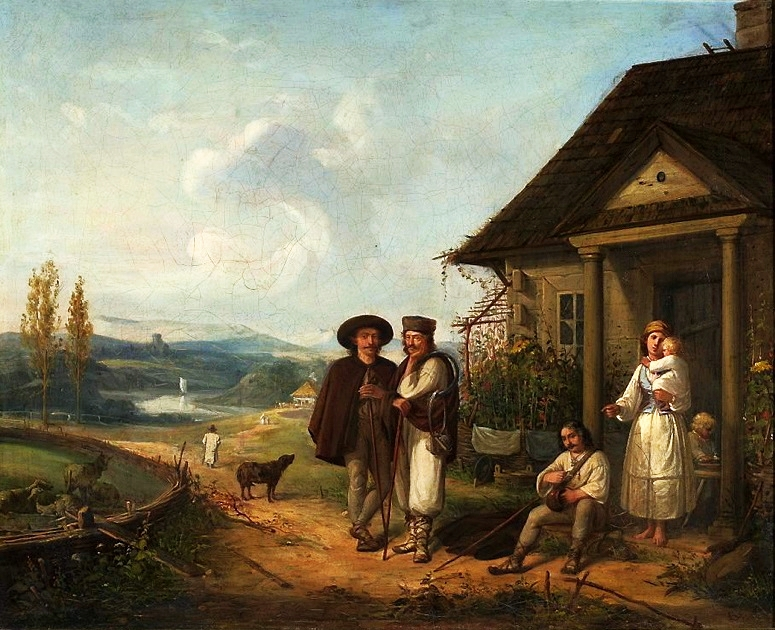
Dworek zubożałej szlachty (mal. W. Gerson, 1856)

Wielkiej akcji pozbawiania szlachectwa (osób nie mogących wylegitymować się dokumentami przed lokalnymi heroldiami) dokonano zwłaszcza w latach 40. XIX wieku, po powstaniu listopadowym. Miała ona na celu zniszczenie ekonomicznego, kulturowego i demograficznego stanu posiadania Polaków, często ich rusyfikację (przy czym obok polskiej szlachty katolickiej dotyczyło to również stojącej na pograniczu kultur szlachty białoruskiej czy litewskiej). Ta bardzo liczna grupa ludności zdeklasowała się i zubożała, zlewając się z chłopami-włościanami, od których zresztą często (szczególnie po zniesieniu pańszczyzny w Rosji) była biedniejsza i słabiej wykształcona. 
Powieści takie jak Nadberezyńcy Czarnyszewicza, Orzeszkowej Nad Niemnem, a także niektóre z utworów M. Rodziewiczówny przedstawiają literacko i historycznie sytuację na ziemiach dawnego Wielkiego Księstwa Litewskiego. Słabiej ukazane jest to na przykładzie ziem ukraińskich, gdzie (jak np. w guberni podolskiej) jednodworcy stanowili dużą część ludności i większość ludności polskiej. Słownik geograficzny Królestwa Polskiego i innych krajów słowiańskich w odniesieniu do tej guberni podawał: 
„Według wyznania: prawosławnych jest 1,567,462, czyli 70% ogólnej ludności, katolików 228,174, czyli 10,15% [...]. Pod względem stanów: szlachty w miastach 8,302, po wsiach 14,348, razem 22,650. W 1822 r. szlachty w gub. podolskiej liczyło się 93,064 głów; takie raptowne zmniejszenie się jest skutkiem przyłączenia jednodworców do włościan. [...] Polaków wyznania katolickiego, według ostatniej rubryceli, 228,174 (10%). Wykazy urzędowe wszystkich prawosławnych zaliczają do Rossyan, chociaż między niemi dużo jest Polaków, dawnych kolonistów z Mazowsza i Litwy, a także wielka liczba szlachty drobnej (jednodworców), którzy skutkiem małżeństw mieszanych należą do wyznania prawosławnego.”